# Donald Tyson
Donald Tyson (* 12. ledna 1954) je kanadský autor moderní okultní literatury, který vytvořil systém magie dělící se do komplexních oblastí okultismu, jako je enochiánská magie a magie mýtu Cthulhu.
Narodil se v Halifaxu v Novém Skotsku a stále zde žije. Plodný spisovatel, preferuje trávení času u sebe doma, kde pracuje na dalším projektu. Jeho materiály jsou často nabízeny hlavnímu proudu mágů, tak jak často se v nich objevují revoluční koncepty na okultní téma. Zůstává jedním z nejvíce přístupných autorů okultismu, jeho spisy zahrnují široké množství témat. Píše také romány.
Výňatek z jeho Ritual Magic byl zahrnut v Liber Malorum - Children Of The Apple (2007), redigované Seanem Scullionem.
Jeho dílo Necronomicon: The Wandreings of Alhazred a ostatní práce na téma Necronomiconu jsou předmětem určitých kontroverzí.